# ستانكو ميلوس
ستانكو ميلوس (بالكرواتية: Stanko Miloš)‏ هو مجدف كرواتي، ولد في 5 ديسمبر 1952.

## وصلات خارجية
- ستانكو ميلوس على موقع الاتحاد الدولي للتجديف (الإنجليزية)
- ستانكو ميلوس على موقع اللجنة الأولمبية الدولية (الإنجليزية)
- ستانكو ميلوس على موقع أوليمبيديا (الإنجليزية)